# Lista de museus de Lima
Lista de museus da cidade de Lima, no Peru.

## Lista
1. Casa Museu "José Carlos Mariátegui" (história natural e ciências)
2. Casa Museu "Julia Codesido" (história natural e ciências)
3. Casa Museu "Miguel Grau"  (história)
4. Casa Museu "Ricardo Palma" (história)
5. «Museu "Sala Museo de Oro». (arqueologia e história)
6. Museu Aeronáutico
7. Museu Amano (Arqueologia e história)
8. Museu "Andrés Avelino Cáceres" (história)
9. Museu "Antonio Raimondi" (história natural e ciências)
10. Museu Arqueológico Rafael Larco Herrera
11. Museu Arqueológico del Colegio Juan XXIII
12. Museu Arqueológico "Josefina Ramos de Cox"
13. Museu Comunitário Inti Raymi (arte)
14. Museu de Arte (arte)
15. Museu de Arte Colonial Pedro de Osma (arte)
16. Museu de Arte Italiano (arte)
17. Museu de Arte Popular
18. Museu de Arte Religioso de la Catedral
19. Museu de Arte da "Universidad de San Marcos (UNMSM)"
20. Museu de Criminalística de la Policía Nacional del Peru
21. Museu del Banco Central de Reserva del Peru (arqueologia e história)
22. Museu del Centro de Investigação Arqueológica de Ancón
23. Museo de los Combatientes del Morro de Arica
24. Museo de los Descalzos (arte e história)
25. Museo del Convento de San Francisco (arqueologia e história)
26. Museu Histórico Militar del Real Felipe
27. Museo de la Nación (arqueologia e história)
28. Museo Geológico de la Universidad Nacional de Ingeniería (história natural e ciências)
29. Museu Nacional de Antropologia, Arqueologia e História
30. Museu Nacional de Informática
31. Museu Nacional de la Cultura Peruana
32. Museu de História Natural "Javier Prado" (Universidad de San Marcos)
33. Museu de História Natural da  Universidad Particular Ricardo Palma
34. Museu de Ingeniería de Minas "George Petersen" de la Universidad Católica (PUCP)
35. Museu de Investigaciones de Zonas Áridas da Universidad Nacional Agraria (UNA)
36. Museu da Biblia
37. Museu da Eletricidade
38. Museo de la Inmigración Japonesa (história)
39. Museo de Oro del Peru y Armas del Mundo
40. Museu do Sitio Huaca Huallamarca (arqueologia e história)
41. Museu do Sitio Huaca Pucllana  (arqueologia e história)
42. Museu do Sitio Huaca Puruchuco
43. Museu do Sitio del Mirador del Cerro San Cristóbal (arqueologia e história)
44. Museu do Sitio de Pachacámac (arqueología e história)
45. Museu do Sitio del Parque Reducto N° 2 (arqueologia e história)
46. Museu do Hospital Santo Toribio de Mogrovejo
47. Museu do Petróleo
48. Museu do Teatro
49. Museu "Marina Núñez del Prado" - Biblioteca Falcón
50. Museu Memória "Coronel Leoncio Prado" (história)
51. Museu Multidisciplinario del Colegio La Salle (história natural y ciências)
52. Museu Naval
53. Museu Numismático del Banco Wiese
54. Museu Postal y Filatélico (Direção Geral de Correios)
55. Museu Taurino de la Plaza de Acho (história)
56. Museu del Tribunal de la Santa Inquisición (arqueologia e história)
57. Museu Universitario de la Universidad Nacional Federico Villarreal (arqueologia e história)
58. Museu Arqueológico Comunal de Carquín
59. Museu do Sítio de Puruchuco
60. Museu Municipal de Chancay
61. Museo y Balcón Histórico de Huaura